# Campionato europeo femminile di pallacanestro Under-18 Division B 2005
Il Campionato europeo femminile di pallacanestro Under-18 2005 (noto anche come FIBA EuroBasket Women Under-18 2005) si è svolto in Bosnia ed Erzegovina, a Bihać e Cazin.

## Classifica finale
| Pos     | Team                 |  |
| ------- | -------------------- |  |
| Oro     | Bielorussia          |  |
| Argento | Svezia               |  |
| Bronzo  | Lettonia             |  |
| 4.      | Estonia              |  |
| 5.      | Finlandia            |  |
| 6.      | Inghilterra          |  |
| 7.      | Portogallo           |  |
| 8.      | Islanda              |  |
| 9.      | Bosnia ed Erzegovina |  |
| 10.     | Israele              |  |
| 11.     | Ucraina              |  |
| 12.     | Irlanda              |  |
| 13.     | Lussemburgo          |  |
| 14.     | Paesi Bassi          |  |
| 15.     | Romania              |  |